# Академическое недостоинство
Академическое недостоинство (укр. Академічна негідність) — общественная украинская антипремия. Вручается с 2016 года за дискредитацию научного сообщества Украины.
Победители определяются голосованием в популярных группах в социальной сети Фейсбук, которые пользуются доверием среди деятелей науки и образования, а также голосованием экспертов украинского движения «Диссергейт».
Идея создания антипремии возникла в 2016 году, когда за плагиат в диссертации не удалось привлечь к официальной ответственности Екатерину Кириленко — жену вице-премьер-министра Украины Вячеслава Кириленко. В результате известный учёный-физик Сергей Шарапов предложил выдавать своеобразную «чёрную метку» недобросовестным коллегам.

## Номинанты и лауреаты премии
Легенда:
     — лауреаты премии

### 2023

#### Плагиатор 2023
| Номинант                                                                                   | Описание                               | Примечания                                                          |
| ------------------------------------------------------------------------------------------ | -------------------------------------- | ------------------------------------------------------------------- |
| Лисовой, Оксен Васильевич. Министр образования и науки Украины.                            | За плагиат в кандидатской диссертации. | Лауреат премии. Плагиат был выявлен до назначения на пост министра. |
| Буяк, Богдан Богданович. Ректор Тернопольского национального педагогического университета. | За плагиат в докторской диссертации.   |                                                                     |
| Петрушенко, Виктория Викторовна. Доктор медицинских наук.                                  | Выдавала чужие исследования за свои.   |                                                                     |

#### Фальсификатор 2023
| Номинант | Описание                                                       | Примечания      |
| --- | -------------------------------------------------------------- | --------------- |
| Петрушенко, Виктория Викторовна. Доктор медицинских наук.                                                           | За подмену названий болезней у диссертации.                    | Лауреат премии. |
| Семья Савченко (факультет строительства и транспорта Сумского национального аграрного университета).                | За фальсификацию образовательного процесса и плагиат.          |                 |
| Александр Савченко, Людмила Циганенко и Валерий Жмайлов (сотрудники Сумского национального аграрного университета). | За фальсификацию образовательного процесса и служебный подлог. |                 |

#### Псевдоучёный 2023
| Номинант   | Описание | Примечания      |
| ---------- | --- | --------------- |
| канал 2+2. | За систематическое и широкомасштабное распространение разных псевдонаучных фейков и талантливое перевирание текстов западных массмедиа на научные темы. | Лауреат премии. |

#### Токсичный ректор 2023
| Номинант                                                                                              | Описание                                                                     | Примечания      |
| --- | ---------------------------------------------------------------------------- | --------------- |
| Луцький, Максим Георгиевич. Ректор Национального авиационного университета.                           | За развал университета.                                                      | Лауреат премии. |
| Бугров, Владимир Анатольевич. Ректор Киевского национального университета имени Тараса Шевченко.      | Как самый креативный ректор в отношении нарушений.                           |                 |
| Николаенко, Станислав Николаевич. Ректор Национального университета биоресурсов и природопользования. | Как открытый плагиатор и претендент на бессрочное руководство университетом. |                 |

#### Прихвостень 2023
| Номинант                                                            | Описание | Примечания      |
| ------------------------------------------------------------------- | --- | --------------- |
| Михаил Винницкий. Чиновник в области высшего образования.           | За совокупность заслуг, которые позволили достигнуть пика карьеры. | Лауреат премии. |
| Национальное агентство по обеспечению качества высшего образования. | За бюрократическое подыгрывание плагиаторам, затягивание сроков рассмотрения жалоб и создание теплого места для образовательных чиновников, которые "рубят капусту" на аккредитациях, чтобы обеспечить свои повышенные оклады. |                 |
| Юрий Супрун. Судья Харьковского окружного административного суда.   | За принятие решения в пользу плагиаторки Кагановской, запретив Национальному агентству по обеспечению качества высшего образования рассматривать факты плагиата в ее докторской диссертации.                                   |                 |

#### Скандал 2023
| Номинант | Описание | Примечания      |
| --- | -------- | --------------- |
| Назначение разоблаченного плагиатора Оксена Лисового на должность министра образования и науки.                                                                                     |          | Лауреат премии. |
| Принятие Кабинетом министров изменений в законодательство, позволившее плагиаторам Лисовому и Бабаку отказаться от своих фальшивых плагиатных диссертаций и остаться на должностях. |          |                 |
| Проект узаконивания эзотерического образования в Украине. |          |                 |

#### Спец(з)рада 2023
| Номинант                                                                                               | Описание                                                                           | Примечания      |
| --- | ---------------------------------------------------------------------------------- | --------------- |
| Харьковский национальный педагогический университет.                                                   | За создание нескольких "одноразових спецсоветов", в которых защитились плагиаторы. | Лауреат премии. |
| Специализированный ученый совет Винницкого национального медицинского университета им. М. И. Пирогова. | За то, что в нём защитилось четыре плагиатора.                                     |                 |
| Специализированный ученый совет Запорожского национального университета.                               | За то, что "не заметил" плагиат в кандидатской диссертации Павла Евдокимова.       |                 |

### 2020 год

#### Плагиатор 2020/21
| Номинант | Описание                                             | Примечания      |
| --- | ---------------------------------------------------- | --------------- |
| Шкарлет, Сергей Николаевич (министр образования и науки Украины)                                                                     | За текстовые заимствования в докторской диссертации  | Лауреат премии. |
| Пинчук, Алина Александровна (директор учебно-научного института экономики Черниговского национального технологического университета) | За текстовые заимствования в докторской диссертации  |                 |
| Онищенко, Владимир Александрович (ректор Национального университета «Полтавская политехника имени Юрия Кондратюка»)                  | За текстовые заимствования в докторской диссертации. |                 |

#### Фальсификатор 2020
| Номинант                                | Описание | Примечания      |
| --------------------------------------- | --- | --------------- |
| Пинчук, Алина Александровна             | За фальсификацию четырёх статей для докторской диссертации                                                        |                 |
| Эксперты КНИИСЭ, в частности Юрий Ирхин | За портретно-психологическую экспертизу в деле Шеремета, построенную не на методике, а на личном мнении эксперта. | Лауреат премии. |
| Сакун, Александра Сергеевна             | За фальсификации текста в докторской диссертации.                                                                 |                 |

#### Псевдоученый 2020
| номинант                                                                                   | описание | примечания     |
| ------------------------------------------------------------------------------------------ | --- | -------------- |
| Святненко, Иван Александрович (сотрудник Запорожского классического частного университета) | За мизогинные высказывания в докторской диссертации по социологии                                            |                |
| Гончарук, Владислав Владимирович (академик НАНУ)                                           | За антинаучные утверждения, изложенные в его статье «Меня поражает тупоумие стандартной классической науки». | лауреат премии |
| Масляк, Петр Алексеевич (профессор КНУ им. Т. Шевченко)                                    | За антисемитские высказывания, изложенные в учебнике по географии для 8 класса.                              |                |
| Авдеенко, Андрей Иванович (фрик-самозванец)                                                | За распространение исторических мифов.                                                                       |                |

#### Токсичный ректор 2020/21
| Номинант | Описание                                                                | Примечания      |
| --- | ----------------------------------------------------------------------- | --------------- |
| Союз ректоров высших учебных заведений                                                                              | За поддержку назначения Шкарлета министром образования и науки Украины. | Лауреат премии. |
| Онищенко, Владимир Александрович (ректор Национального университета «Полтавская политехника имени Юрия Кондратюка») | За многолетнюю политику нарушения прав преподавателей и студентов.      |                 |
| Шкарлет, Сергей Николаевич (экс-ректор Национального университета «Черниговская политехника»)                       | За создание среды для деятельности фабрики фальшивых диссертаций.       |                 |
| Сухой, Константин Михайлович (ректор Украинского государственного химико-технологического университетаа)            | За нарушение публикационной этики.                                      |                 |

#### Мурзилка 2020
| Номинант | Описание                                                                                           | Примечания      |
| --- | -------------------------------------------------------------------------------------------------- | --------------- |
| Журнал «Образ» (под ред. Н. Сидоренко, А. Ткаченко; Сумской государственный университет, Институт журналистики КНУ имени Тараса Шевченко) | За практику размещения публикаций, содержащих академический плагиат.                               |                 |
| Журнал «Экономика Украины» | За то, что редколлегия отказалась отозвать статьи С. Шкарлета, содержащих текстовые заимствования. | Лауреат премии. |
| Научно-теоретический альманах «Грани» | За публикацию мизогонных материалов И. Святненко.                                                  |                 |

#### Спец(з)рада 2020/2021
| Номинант | Описание                                                                     | Примечания      |  |
| --- | ---------------------------------------------------------------------------- | --------------- |  |
| Специализированный ученый совет Д 79.051.04 Национального университета «Черниговская политехника»                                                | В нем защищалось значительное количество ученых, которых упрекают в плагиате |                 |  |
| Специализированный ученый совет Д 26.891.02 государственного управления при Институте подготовки кадров государственной службы занятости Украины | За легитимацию получения ученой степени Ильёй Кивой.                         | Лауреат премии. |  |

#### Скандал 2020/21
| Номинант | Описание | Примечания     |  |
| --- | -------- | -------------- |  |
| Назначение Сергея Шкарлета министром образования и науки Украины в ВРУ путем голосования с нарушениями 226 нардепов, несмотря на сопротивление научного сообщества |          |                |  |
| Обмен наградами между Шкарлет (министром образования и науки) и Онищенко (ректор НУ «Полтавская политехника») «за выдающиеся достижения в образовании и науке»     |          |                |  |
| Совет лечить рак содой, размещенный в учебнике по химии для 9 класса авторства М.Савчин                                                                            |          |                |  |
| Присуждение нардепу Илье Киве научной степени кандидата наук по госуправлению                                                                                      |          | лауреат премии |  |

#### Прихвостень 2020
| Номинант | Описание | Примечания       |
| --- | -------- | ---------------- |
| 226 народных депутатов, причастных к назначению Сергея Шкарлета министром образования и науки Украины |          |                  |
| 13 членов диссертационного совета Д 26.891.02 государственного управления при Институте подготовки кадров государственной службы занятости Украины — за присуждение ученой степени кандидата наук по государственному управлению Ильи Киве |          | Лауреаты премии. |
| Председатель патронатной службы МОН Сергей Захарин, который, по мнению ученых, ведет политику публичного оправдания практик академической недобропорядочности.                                                                             |          |                  |

### 2019 год

#### Плагиатор года
| Номинант                                                                                        | Описание                                                                       | Примечания      |
| ----------------------------------------------------------------------------------------------- | ------------------------------------------------------------------------------ | --------------- |
| Ващенко, Константин Александрович (государственный секретарь Министерства финансов)             | За текстовые заимствования в докторской диссертации                            |                 |
| Бабак, Сергей Витальевич (председатель Комитета по вопросам науки, образования и инноваций ВРУ) | За текстовые заимствования в публикациях и докторской диссертации              | Лауреат премии. |
| Ющенко, Петр Андреевич                                                                          | За текстовые заимствования в докторской диссертации и имитацию исследования    |                 |
| Яцина, Александр Иванович                                                                       | За текстовые заимствования в докторской диссертации и открытие «тазового дна». |                 |
| Фотина, Анна Анатольевна                                                                        | За текстовые заимствования в докторской диссертации                            |                 |

#### Фальсификатор года
| Номинант                                                                            | Описание                                                                                        | Примечания      |
| ----------------------------------------------------------------------------------- | ----------------------------------------------------------------------------------------------- | --------------- |
| Яцина, Александр Иванович                                                           | За лечение крыс от недержания мочи тривиальными способами, изложенными в докторской диссертации |                 |
| Зацерковная, Елена                                                                  | За подмену названий антибиотиков в таблицах, переписанных из российских источников              |                 |
| В. В. Резун и И. В. Крупский (члены отраслевого экспертного совета по журналистике) | За выпуск фальшивых специалистов и ученых.                                                      | Лауреат премии. |

#### Псевдоучёный года
| Номинант                          | Описание                                                                                            | Примечания      |
| --------------------------------- | --------------------------------------------------------------------------------------------------- | --------------- |
| Хлыстун, Елена Сергеевна          | За псевдонаучное словоблудие.                                                                       |                 |
| Кресина, Ирина Алексеевна         | За то, что «совершенно не понимает научную инфраструктуру, но активно пропагандирует свои взгляды». |                 |
| Татьяна Дугельная и Ирина Валявко | За пропаганду рейки и за запатентованный метод «Светоносное дыхание»                                |                 |
| Заспа, Юрий Петрович              | За новую «теория всего», которая конкурирует с «теорией несилового взаимодействия» Юрия Тесли.      | Лауреат премии. |

#### Токсичный ректор года
| Номинант                       | Описание                                                                                                  | Примечания      |
| ------------------------------ | --- | --------------- |
| Згуровский, Михаил Захарович   | За использование бюджета КПИ на личные и семейные нужды в разных странах мира.                            |                 |
| Дмитриченко, Николай Федорович | «Который имеет информированных оппонентов-обличителей»                                                    |                 |
| Исаенко, Владимир Николаевич   | За то, что взял, несмотря на нежелание студентов, на должность проректора известного псевдоучёного Теслю. | Лауреат премии. |

#### Мурзилка года
| Номинант                             | Описание | Примечания      |
| ------------------------------------ | --- | --------------- |
| Гілея: науковий вісник               | В связи с многочисленными скандалами с плагиатом и псевдонаучным бредом. | Лауреат премии. |
| ScienceRise: Biological Science      | За то, что печатает всё и быстро. И присылает об этом письма-спам. |                 |
| Вісник СНАУ: економіка та менеджмент | За то, что обязательные экземпляры не присылаются библиотеки и учреждений и отсутствуют в репозитарии и библиотеке СНАУ. На официальном сайте издания также отсутствуют номера за последние годы. |                 |

#### Спец(з)рада года
| Номинант                                                                                      | Описание                                                                | Примечания                                                                    |
| --------------------------------------------------------------------------------------------- | ----------------------------------------------------------------------- | ----------------------------------------------------------------------------- |
| Специализированный ученый совет Д 55.859.04, Сумской национальный аграрный университет (СНАУ) | В связи с рядом скандальных защит.                                      | Лауреат премии. По инициативе руководства СНАУ работа совета была прекращена. |
| Специализированный ученый совет Д 05.600.01, Винницкий национальный медицинский университет   | В связи с разоблачением защит — Елены Зацерковной и Натальи Ляховченко. |                                                                               |

#### Скандал года
| Номинант | Описание | Примечания      |
| --- | -------- | --------------- |
| Эксперимент Мирославы Кругляк в духе Сокала по разоблачению хищнических журналов по гуманитарным наукам.                                                                               |          |                 |
| Назначение Юрия Тесли (автора теории несиловых взаимодействий) проректором по инновационному обучения и информатизации НАУ                                                             |          | Лауреат премии. |
| Фесенкогейт: обида Елены Фесенко на жюри премии «Для женщин в науке — 2019» с последующей попыткой нанести ущерб репутации отдельным членам жюри, что вызвало судебный иск против неё. |          |                 |

#### Прихвостень года
| Номинант                                                                     | Описание | Примечания      |
| ---------------------------------------------------------------------------- | --- | --------------- |
| Маркарова, Оксана Сергеевна, министр финансов                                | За намерения относительно сокращения финансирования образования и науки, отсутствие понимания их значимости для будущего и невыполнение норм законодательства относительно размера перераспределения ВВП на научную деятельность.        |                 |
| Колюх, Валерий Викторович                                                    | За подачу депутатского запроса о правомерность госфинансирования иностранных частных компаний путем оплаты доступа к англоязычным наукометрических баз Scopus и Web of Science                                                           |                 |
| Гоженко А. А., Вастьянов Г. С., Клименко А. В., Денефиль А. В., Регеда М. С. | Подписанты письма к МОН в защиту Яцины, которого разоблачили в академическом плагиате и фальсификациях в докторской диссертации. |                 |
| Члены комитета по вопросам этики НАЗЯВО                                      | За применение двойных стандартов и искаженное трактование нечестных практик при рассмотрении кейсов о академическом плагиате в работах членов НАЗЯВО Бутенко и Длугопольського, что нанесло ущерб репутации государственного учреждения. | Лауреат премии. |

### 2018 год

#### Плагиатор года
| Номинант                        | Описание                                                                                              | Примечания      |
| ------------------------------- | --- | --------------- |
| Андрущенко, Татьяна Викторовна. | За текстовые заимствования в докторской диссертации.                                                  |                 |
| Дроздовский, Дмитрий Игоревич   | За текстовые заимствования в докторской монографии.                                                   | Лауреат премии. |
| Зажарская, Надежда Николаевна   | За текстовые заимствования в докторской диссертации из рефератов студентов.                           |                 |
| Кузьминец, Николай Петрович     | За присвоение научной идеи и результата у коллективов авторов кафедры дорожных машин НТУ.             |                 |
| Евдокимов, Виктор Валерьевич    | За то, что «списал слово в слово более 100 идей из разных источников, а всего списал более 300 идей». |                 |

#### Псевдоучёный года
| Номинант                      | Описание | Примечания      |
| ----------------------------- | --- | --------------- |
| Богомолец, Ольга Вадимовна.   | За антинаучные утверждения о вакцинах. | Лауреат премии. |
| Бебик, Валерий Михайлович     | За "Христа-галичанина, за будина Будду, за украинцев-ханов Мамая и Чингиза, и весь стыд вообще".                                           |                 |
| Бубновский, Сергей Михайлович | За псевдонаучные достижения в сфере медицины.                                                                                              |                 |
| Полищук, Наталья Владимировна | За "открытие" космически-божественного типа личности.                                                                                      |                 |
| Гавеля, Оксана Николаевна     | За разработку "квантово-орбитальной теории культурологии".                                                                                 |                 |
| Флюнт, Игорь Степанович       | За "открытие" взаимодействия "тонкого и физического тела человека".                                                                        |                 |
| Тюрина, Тамара Георгиевна     | За "воспитание студенческой молодежи" через внедрение "Абсолютного ничто" и торсионных полей с лептонами.                                  |                 |
| Неколяк, Роман Васильевич     | За "переписывание нормативных актов, отсутствие критической мысли, полное непонимание недостатков существующего законодательства о науке". |                 |

#### Токсичный ректор года
| Номинант                      | Описание                                                                           | Примечания      |
| ----------------------------- | ---------------------------------------------------------------------------------- | --------------- |
| Згуровский, Михаил Захарович  | За поведение недостойное гражданина, в том числе — недекларирование доходов в США. |                 |
| Амосова, Екатерина Николаевна | За защиту токсичной корпорации в противостоянии с Минздравом.                      | Лауреат премии. |
| Запорожан, Валерий Николаевич | За умолчание фактов, чтобы сохранить контракт ректора.                             |                 |
| Куйбида, Василий Степанович   | За «историю успеха», которая имеет определенные недостатки.                        |                 |
| Поляков, Николай Викторович   | За содействие плагиаторам в области социальных коммуникаций.                       |                 |
| Таций, Василий Яковлевич      | За сомнительное использование статуса.                                             |                 |

#### Прихвостень года
| Номинант                                                         | Описание | Примечания      |
| ---------------------------------------------------------------- | --- | --------------- |
| Фролов, Николай Александрович                                    | За поддержку статусных претензий Фергада Гардашкана Оглу Туранли и его монографии с большими проблемами «Казацкая эпоха в истории Украины в османо-турецких письменных источниках (вторая половина ХVI — первая четверть XVIII века)». |                 |
| Ломакович, Афанасий Николаевич                                   | За низкий уровень управления, что сделало возможным продолжение нарушений подчиненными. |                 |
| Аттестационная коллегия Министерства образования и науки Украины | За принятие решений в пользу плагиаторов, фальсификаторов и фабрикаторов. | Лауреат премии. |

#### Мурзилка года
| Номинант                               | Описание | Примечания      |
| -------------------------------------- | --- | --------------- |
| Вестник Днепровского университета      | В редколлегии — плагиатор С. Демченко, которого и. о. ректор ДНУ им. О. Гончара уволил с работы за нарушение норм академической этики, а затем позволил ввести в редколлегию. |                 |
| Гилея: научный вестник                 | Издание имеет признаки хищнического, на его сайте находятся прайсы за публикацию и указано, что редколлегия не несет ответственности за качество опубликованных материалов.   |                 |
| Научно-теоретический альманах «Грани». | За обнародование статьи Н. Полищук «Особенности трансформации образования и духовности в эпоху глобализации и космизации».                                                    |                 |
| Вестник Книжной палаты                 | За обнародование статей Оксаны Гавели о квантовой культурологии. | Лауреат премии. |

#### Скандал года
| Номинант                                                                                             | Описание | Примечания      |
| --- | -------- | --------------- |
| Решение суда первой инстанции в пользу Юрия Тесли в споре с Ириной Егорченко                         |          |                 |
| Повторная защита кандидатской диссертации Чжан Синь                                                  |          |                 |
| Избрание нового состава НАОКВО с многочисленными нарушениями                                         |          |                 |
| Студенческая революция в КПИ им. Игоря Сикорского, которая началась с антикоррупционных разоблачений |          | Лауреат премии. |
| Марионеточные «студенческие протесты» в НМУ им. Богомольца в поддержку Екатерины Амосовой            |          |                 |

#### Спец(з)рада года
| Номинант | Описание | Примечания      |
| --- | --- | --------------- |
| Д 26.053.16 в НПУ им. М. Драгоманова по специальности 09.00.03 — социальная философия и философия истории, 09.00.10 — философия образования. Председатель — доктор философских наук, профессор В. Вашкевич. | В течение 2018 года в этом спецсовете разоблачили академический плагиат в диссертациях Емельяненко, Москаевой, Качмар, Неживой, Билецкой, Дергачева, Чжан Синь-2, Черныш, Сачин, Левкулич.                                              | Лауреат премии. |
| Д 26.001.34 в КНУ им. Т. Шевченко по специальности 27.00.01 Теория и история социальных коммуникаций / 27.00.05 — Теория и история издательского дела и редактирования / 27.00.06 — Прикладные социально-коммуникационные технологии / 27.00.04 — Теория и история журналистики. Председатель — Ризун Владимир Владимирович. | За содействие в продвижении уличенных в плагиате Чекалюк, Курбан, Ковальчук. |                 |
| Д 64.053.07 в ХНПУ им. Г. Сковороды по специальности 09.00.04 — философская антропология, философия культуры; 09.00.10 — философия образования. Председатель — М. Култаева (доктор философских наук, профессор). | За содействие в защите диссертаций, содержащих академический плагиат: кейсы Романковой, Погасий, Подолякиной и Чжан Синь-1. |                 |
| Д 26.053.08 в НПУ им. М. Драгоманова по специальности 13.00.02 — теория и методика музыкального обучения. Председатель — доктор педагогических наук, профессор А. Козырь. | «За укрепление дружбы с Китаем в форме серии плагиатных кандидатских диссертаций граждан этого государства» |                 |
| К 08.051.19 в ДНУ им. О. Гончара по специальностям 27.00.01 «Теория и история социальных коммуникаций специальность», 27.00.04 «Теория и история журналистики». Председатель — В. Демченко. | Спецсовет номинирован за то, что в течение многих лет развращает образовательно-научное пространство тем, что готовит, принимает к защите, пытается защитить плагиатные диссертации. Примеры за 2017/2018 учебный год: Осюхина и Семен. |                 |

### 2017 год

#### Плагиатор года
| Номинант                         | Описание | Примечания      |
| -------------------------------- | --- | --------------- |
| Белоус, Анна Александровна       | За текстовые заимствования в кандидатской диссертации, представленной на защиту в спецсовет КНУШ.               |                 |
| Евдокимов, Виктор Валерьевич     | За текстовые заимствования в докторской диссертации.                                                            |                 |
| Костыря, Инна Александровна      | За текстовые заимствования в докторской и кандидатской диссертации, авторефераты, монографии и учебном пособии. |                 |
| Непочатенко, Елена Александровна | За текстовые заимствования в учебнике «Финансы предприятий».                                                    |                 |
| Новожилов, Борис Валериевич      | За текстовые заимствования в кандидатской диссертации и автореферате.                                           |                 |
| Яценюк, Арсений Петрович         | За текстовые заимствования в кандидатской диссертации.                                                          | Лауреат премии. |

#### Фальсификатор года
| Номинант                        | Описание                                                                | Примечания      |
| ------------------------------- | ----------------------------------------------------------------------- | --------------- |
| Кириленко, Екатерина Михайловна | Фальсификации монографии, учебных пособий, докторской диссертации.      | Лауреат премии. |
| Кузьминец, Николай Петрович     | За фальсификацию публикаций, диссертации, протоколов заседания кафедры. |                 |

#### Псевдоучёный года
| Номинант                       | Описание | Примечания      |
| ------------------------------ | --- | --------------- |
| Бебик, Валерий Михайлович      | За псевдонаучный подход к истории и его пропаганду. |                 |
| Мачуский, Евгений Андреевич    | За распространение представлений о квантовой нумерологии. |                 |
| Тесля, Юрий Николаевич         | За псевдонаучную «теорию» «несиловых взаимодействий». | Лауреат премии. |
| Ходаковський, Евгений Иванович | За новое направление в методологии научных исследований — синергетический анализ и прогнозирование деятельности сложных диссипативных экономических и социальных систем. |                 |

#### Токсичный ректор года
| Номинант                       | Описание                                                                                             | Примечания      |
| ------------------------------ | --- | --------------- |
| Амосова, Екатерина Николаевна  | За руководство токсической колыбелью врачей в НМУ им. А. Богомольца                                  |                 |
| Андрущенко, Виктор Петрович    | За клерикализацию педагогического образования и производство политологов-плагиаторов.                |                 |
| Губерский, Леонид Васильевич   | За многолетнюю поддержку плагиата и плагиаторов в Институте Журналистики КНУШ                        | Лауреат премии. |
| Дмитриченко, Николай Федорович | За создание токсической сети плагиаторов и фальсификаторов в Национальном транспортном университете. |                 |
| Поляков Николай Викторович     | За системную поддержку плагиата и плагиаторов в ДНУ им. О. Гончара.                                  |                 |

#### Прихвостень года (укр.Посіпака року)
| Номинант                               | Описание | Примечания      |
| -------------------------------------- | --- | --------------- |
| Гриневич, Лилия Михайловна             | За последовательную политику поддержки академической недосовесности.                                                | Лауреат премии. |
| Ковтунец, Владимир Витальевич          | За бюрократическую волокиту и отписки общественности, которые затрудняют привлечение плагиаторов к ответственности. |                 |
| Кремень, Василий Григорьевич           | За преданность идеям коммунистического воспитания молодежи во времена декоммунизации.                               |                 |
| Стриха, Максим Витальевич              | За бюрократическую слепоту в оценке проблемы плагиата, нашедшей отражение в публичных выступлениях.                 |                 |
| Дуэт «Андрей Шевцов-Светлана Криштоф». | За помощь в получении научных степеней плагиаторам и противодействие общественности.                                |                 |

#### Мусорный журнал года
| Номинант | Описание | Примечания      |
| --- | --- | --------------- |
| Астма і алергія                                                                                                | За отсутствие рецензирования, в результате которой опубликована статья об оздоровительном эффекте чудотворных икон.                                                                     | Лауреат премии. |
| Вісник Дніпропетровського національного університету ім. О.Гончара. Серія Журналістика (соціальні комунікації) | За системное размещение статей с академическим плагиатом, за наличие в редколлегии известных и международно известных плагиаторов, научных руководителей и консультантов — плагиаторов. |                 |
| Наукові записки Інституту журналістики КНУШ                                                                    | За системное размещение статей с академическим плагиатом, за наличие в редколлегии известных и международно известных плагиаторов, научных руководителей и консультантов — плагиаторов  |                 |
| Питання культурологіі. Збірник наукових праць КНУКіМ                                                           | За публикацию работ с академическим плагиатом, в частности Ек. Кириленко. |                 |
| Проблеми трибології                                                                                            | За непрофессиональность, которая проявилась в обнародовании ряда статей, в которых приведены «решения» знаменитых математических проблем.                                               |                 |
| Modern Science — Moderní věda                                                                                  | За публикацию работ Ек. Кириленко. |                 |

#### Скандал года
| Номинант | Описание | Примечания      |
| --- | -------- | --------------- |
| Битва за Национальное агентство по обеспечению качества высшего образования между общественностью, ВРУ та МОНУ. |          |                 |
| Издание коллективной монографии «Академічна доброчесність: проблеми дотримання та пріоритети поширення серед молодих вчених», (Дніпро 2017 р., редколегія — Н. Сорокіна, А. Артюхов, І. Дегтярьова), которая содержит текстовые заимствования. |          |                 |
| Срыв вступительной кампании, когда было потеряно 40 000 заявлений абитуриентов из-за неготовности электронной системы. |          |                 |
| Провал запуска Национального репозитария академических текстов. |          |                 |
| Противостояние академического сообщества и телеканала ТСН по оценке научного вклада Ольги Броварец. |          |                 |
| Судебный иск Юрия Тесли против Ирины Егорченко по защите его чести и достоинства.. |          | Лауреат премии. |

### 2016 год

#### Плагиатор года
| Номинант             | Описание | Примечания     |
| -------------------- | --- | -------------- |
| Екатерина Кириленко  | Зав. кафедрой философии Киевского национального университета культуры и искусств, доктор педагогических наук, доцент, жена вице-премьер-министра Украины Вячеслава Кириленко. | Лауреат премии |
| Лилия Гриневич       | Министр образования и науки Украины, кандидат педагогических наук. |                |
| Руслан Гурак         | Председатель Государственной инспекции учебных учреждений, член Национального агентства оценивания качества образования, канд. юрид. наук. |                |
| Станислав Николаенко | Экс-министр образования и науки Украины, чл.-корр. НАПНУ, ректор Национального университета биоресурсов и природопользования Украины, докт. пед. наук, профессор. |                |
| Александр Волосовец  | Чл.-корр. НАМНУ, заведующий кафедрой педиатрии № 2 Национального медицинского университета им. А. А. Богомольца, член Национального агентства оценивания качества образования, докт. мед. наук, профессор |                |
| Владимир Пашков      | Экс-ректор Запорожского института последипломного образования, экс-доктор наук. |                |
| Семья Демченко       | Сотрудники факультета систем и средств массовой коммуникации Днепропетровского национального университета им. Олеся Гончара (Владимир, отец, докт. филол. наук, профессор, и сыновья Сергей, докт. наук по социальным коммуникациям, профессор, и Максим, канд. полит. наук, доцент), а также их аспиранты: Анжела Лященко и Хатуна Гурчиани — кандидаты наук по социальным коммуникациям, фигуранты фабрик «фальшивых» диссертаций Днепропетровского национального университета им. Олеся Гончара и Киевского национального университета им. Тараса Шевченко. |                |

#### Фальсификатор года
| Номинант            | Описание | Примечания     |
| ------------------- | --- | -------------- |
| Александр Волосовец | Чл.-корр. НАМНУ, заведующий кафедрой педиатрии № 2 Национального медицинского университета им. А. А. Богомольца, член Национального агентства оценивания качества образования, докт. мед. наук, профессор. | Лауреат премии |
| Валерий Запорожан   | Академик НАМНУ, ректор Одесского национального медицинского университета, докт. мед. наук, профессор. |                |
| Виктория Евдокимова | Научный сотрудник Одесского национального медицинского университета, экс-докт. мед. наук. |                |
| Эдуард Глазков      | И. о. зав. кафедрой Луганского государственного медицинского университета, докт. мед. наук, доцент. |                |
| Михаил Коротевич    | Зав. отделением Национального института рака, канд. мед. наук. |                |
| Виктория Ципко      | Зав. кафедрой Национального транспортного университета, докт. пед. наук, доцент. |                |

#### Псевдоучёный года
| Номинант            | Описание | Примечания                                                     |
| ------------------- | --- | -------------------------------------------------------------- |
| Юрий Тесля          | Декан факультета Киевского национального университета им. Тараса Шевченко, докт. тех. наук, профессор.                                         | За псевдонаучную «Теорию несилового мира».                     |
| Евгений Мачуский    | Зав. кафедрой Национального технического университета «Киевский политехнический университет им. Игоря Сикорского», докт. тех. наук, профессор. | За приложение псевдонауки нумерологии к физическим константам. |
| Михаил Курик        | Докт. физ.-мат. наук, профессор. | За пропаганду «структурирования» воды.                         |
| Екатерина Кириленко | Зав. кафедрой философии Киевского национального университета культуры и искусств, докт. пед. наук, доцент.                                     | Лауреат премии — За «открытие» Лептонного «Бога».              |

#### Токсичный ректор
| Номинант             | Описание | Примечания |
| -------------------- | --- | --- |
| Михаил Поплавский    | Народный депутат Украины, президент Киевского национального института культуры и искусств — он же теневой ректор.                                                 | Лауреат премии. За злоупотребления в продвижении в учебный процесс плагиатных и псевдонаучных учебных пособий Екатерины Кириленко; за неправомерное, аморальное увольнение преподавателя, заявившего о плагиате Кириленко, — Татьяны Пархоменко. |
| Виктор Андрущенко    | Академик Национальной академии педагогических наук Украины, ректор Национального педагогического университета им. М. Драгоманова.                                 | За ряд злоупотреблений, связанных с использованием помещений университета; за непотизм; за негативный отбор руководителей кафедр. |
| Леонид Губерский     | Академик Национальной академии наук Украины, Национальной академии педагогических наук Украины, ректор Киевского национального университета им. Тараса Шевченко.  | За халатность и бездеятельность, замалчивание позорной деятельности «фабрики» фальшивых публикаций и диссертаций в Институте журналистики; за отказ привлечь к ответственности председателя спецсовета В. Иванова, в котором систематически защищаются плагиатные диссертации; за отказ выполнить статью 78 Закона Украины «О высшем образовании» об общественном контроле, в частности, он не дает ответы на обращения активистов «Диссергейта». |
| Екатерина Амосова    | Чл.-корр. НАМНУ, ректор Национального медицинского университета им. А. Богомольца.                                                                                | За негативный отбор руководящих кадров в НМУ им. А. Богомольца и аморальное поведение в отношении преподавателя Валентины Терещенко; за уничтожение студенческого самоуправления. |
| Афанасий Ломакович   | Ректор Кременчугской областной гуманитарно-педагогической академии.                                                                                               | За притеснения профсоюзных лидеров, в частности, Лидии Макаренко-Иванюты; за наличие «мертвых душ» среди студентов; за унижающий честь и достоинство сексизм. |
| Владимир Онищенко    | Ректор Полтавского национального технического университета им. Юрия Кондратюка.                                                                                   | За уничтожение архитектурного факультета, увольнение молодых преподавателей и за продвижение плагиатора Николаенко. |
| Николай Поляков      | Ректор Днепропетровского национального университета им. Олеся Гончара.                                                                                            | За халатное отношение к систематической плагиатной деятельности семьи Демченко, их аспирантов, ныне сотрудников университета; за безнаказанное существование научных изданий в университете, систематически публикующих плагиатные статьи; за отказ давать ответы на обращения членов «Диссергейта». |
| Станислав Николаенко | Экс-министр образования и науки Украины, чл.-корр. НАПНУ, ректор Национального университета биоресурсов и природопользования Украины, докт. пед. наук, профессор. | Лауреат премии. За перманентное публичное хамство в отношении коллег; за сексизм в отношении женщин-ученых; за продвижение и защиту плагиатора Екатерины Кириленко; за сохранение и развитие лысенковщины в Украине. |

#### Прихвостень года (укр.Посіпака року)
| Номинант                     | Описание | Примечания |
| ---------------------------- | --- | --- |
| Вячеслав Кириленко           | Вице-премьер-министр Украины, канд. филос. наук. | За поступки, несовместимые с обязанностями руководителя высшего уровня; за защиту жены, уличенной в плагиате. |
| Лилия Гриневич               | Министр образования и науки Украины, канд. пед. наук. | Лауреат премии. За формальный и халатный подход к апелляции на плагиат и процесс защиты докторской диссертации Катерины Кириленко; за организацию рабочей группы и продвижение через Кабинет Министров, Верховную Раду решения об отмене норм, регулирующих лишение степеней за плагиат, и апелляцию на заседание специализированных ученых советов. |
| Василий Кремень              | Президент НАПНУ, академик НАНУ, докт. филос. наук, профессор. | За расширение состава НАПНУ путем включения плагиаторов. |
| Светлана Криштоф             | заместитель директора Департамента аттестации кадров высшей квалификации и лицензирования МОН Украины, канд. пед. наук. | За халатность в подготовке документов, систематические «ошибки» в пользу плагиаторов в МОН Украины. |
| Сергей Выжва, Валерий Иванов | Член Национального агентства оценивая кадров высшего образования, академик Академии наук Высшей школы Украины, докт. геол. наук, профессор Заведующий кафедрой Института журналистики Киевского национального университета им. Тараса Шевченко, докт. филол. наук, профессор. | За системное способствование работы «фабрики» плагиатных диссертаций и публикаций в Киевском национальном университете им. Тараса Шевченко. |